# Майкъл Кейн
Сър Майкъл Кейн, CBE (на английски: Michael Caine; рождено име Морис Микълуайт (Maurice Joseph Micklewhite) е британски актьор, носител на награда „Сателит“, по две награди „Оскар“ и БАФТА и три награди „Златен глобус“, номиниран е за три награди „Еми“. 
Майкъл Кейн e командор на Британската империя от 1992 г. и рицар-бакалавър от 2000 г. заради приноса му към драматургията.

## Биография
Майкъл Кейн е роден на 14 март 1933 г. в Източен Лондон, в семейството на Морис Джоузеф и Елен Франсис Мери. Баща му е портиер на рибен пазар, майка му е готвачка и домашна прислужница. Бащата на Кейн е католик, въпреки че самия Кейн е възпитан в протестантската вяра на майка си.
Майкъл завършва училище на 16 години и започва работа във филмовата компания „Peak Films“. В началото на 50-те години постъпва в армията, като служи в Германия и участва в Корейската война. След като се уволнява от армията работи известно време във фабрика за производство на масло, преди да започне работа като помощник мениджър в регионалния театър в Западен Съсекс.

## Избрана филмография
| Година | Филм                               | Оригинално заглавие          | Роля                     | Режисьор        |
| ------ | ---------------------------------- | ---------------------------- | ------------------------ | --------------- |
| 1964   | Зулу                               | Zulu                         | Лейтенант Гонвил Бромхед | Сай Енфийлд     |
| 1965   | Досието „Ипкрес“                   | The Ipcress File             | Хари Палмър              | Сидни Фюри      |
| 1966   | Гамбит                             | Gambit                       | Хари Дийн                | Роналд Ним      |
| 1971   | Хванете Картър                     | Get Carter                   | Джак Картър              | Майк Ходжис     |
| 1975   | Романтичната англичанка            | The Romantic Englishwoman    | Луис Филдинг             | Джоузеф Лоузи   |
| 1975   | Човекът, който искаше да бъде крал | The Man Who Would Be King    | Пичи Карнехан            | Джон Хюстън     |
| 1975   | Частен детектив                    | Peeper                       | Лесли Тъкър              | Питър Хаймс     |
| 1977   | Недостижимият мост                 | A Bridge Too Far             | Генерал Джон Ванделор    | Ричард Атънбъро |
| 1981   | Бягство към победата               | Escape to Victory            | Капитан Джон Колби       | Джон Хюстън     |
| 1983   | Да образоваш Рита                  | Educating Rita               | Професор Франк Брайънт   | Луис Гилбърт    |
| 1984   | За всичко е виновен Рио            | Blame It on Rio              | Матю Холис               | Стенли Донън    |
| 1986   | Хана и нейните сестри              | Hannah and Her Sisters       | Елиът                    | Уди Алън        |
| 1988   | От мошеник нагоре                  | Dirty Rotten Scoundrels      |                          |                 |
| 1988   | Джак Изкормвача                    | Jack the Ripper              |                          |                 |
| 1998   | Звезден глас                       | Little Voice                 | Рей Сей                  | Марк Херман     |
| 1999   | Правилата на дома                  | The Cider House Rules        | Д-р Уилбър Ларч          | Ласе Халстрьом  |
| 2000   | Законът на Картър                  | Get Carter                   | Клиф Брумби              | Стивън Кей      |
| 2002   | Тихият американец                  | The Quiet American           | Томас Фаулър             | Филип Нойс      |
| 2005   | Батман в началото                  | Batman Begins                | Алфред Пениуърт          | Кристофър Нолан |
| 2005   | Омагьосване                        | Bewitched                    | Найджъл Бигълоу          | Нора Ефрон      |
| 2005   | Синоптикът                         | The Weather Man              | Робърт Сприцел           | Гор Вербински   |
| 2006   | Престиж                            | The Prestige                 | Джон Кътър               | Кристофър Нолан |
| 2006   | Децата на хората                   | Children of Men              | Джаспър                  | Алфонсо Куарон  |
| 2007   | Безупречен                         | Flawless                     | Г-н Хобс                 | Майкъл Радфорд  |
| 2008   | Черният рицар                      | The Dark Knight              | Алфред Пениуърт          | Кристофър Нолан |
| 2009   | Хари Браун                         | Harry Brown                  | Хари Браун               | Даниъл Барбър   |
| 2010   | Генезис                            | Inception                    | Професор Стивън Майлс    | Кристофър Нолан |
| 2012   | Черният рицар: Възраждане          | The Dark Knight Rises        | Алфред Пениуърт          | Кристофър Нолан |
| 2013   | Зрителна измама                    | Now You See Me               | Артър Треслер            | Луи Летерие     |
| 2014   | Психиатрията Стоунхърст            | Stonehearst Asylum           | Д-р Бенджамин Салт       | Брад Андерсън   |
| 2014   | Интерстелар                        | Interstellar                 | Професор Джон Бранд      | Кристофър Нолан |
| 2014   | Kingsman: Тайните служби           | Kingsman: The Secret Service | Честър Кинг / Артър      | Матю Вон        |
| 2015   | Младост                            | Youth                        | Фред Балинджър           | Паоло Сорентино |
| 2015   | Последният ловец на вещици         | The Last Witch Hunter        | Долан 36                 | Брек Ейснър     |
| 2016   | Зрителна измама 2                  | Now You See Me 2             | Артър Треслър            | Джон Чу         |
| 2017   | Обир със стил                      |                              |                          |                 |